# Barão da Várzea do Douro
Barão da Várzea do Douro é um título nobiliárquico criado por D. Maria II de Portugal, por Decreto de 16 de Julho de 1846, em favor de António Garcês Pinto de Madureira.
Titulares
1. António Garcês Pinto de Madureira, 1.º Barão da Várzea do Douro;
2. José Garcês Pinto de Madureira, 2.º Barão da Várzea do Douro, 1.º Visconde de Garcês;
3. Maria Helena Garcês Pinto de Madureira, 3.ª Baronesa da Várzea do Douro.

Após a Implantação da República Portuguesa, e com o fim do sistema nobiliárquico, usou o título: 
1. Luís Lara de Lencastre, 4.º Barão da Várzea do Douro.